# Hamza Choudhury
Hamza Dewan Choudhury (* 1. Oktober 1997 in Loughborough) ist ein in England geborener bangladeschischer Fußballspieler, der als Leihspieler von Leicester City bei Sheffield United spielt.

## Vereinskarriere
Choudhury begann seine Karriere an der Leicester City Academy. Er wurde am 27. Februar 2016 für einen Monat an Burton Albion in die League One verliehen. Später am selben Tag debütierte er in der Football League One und wurde bei einem 0:0-Unentschieden gegen den FC Walsall im Pirelli-Stadion in die 77. Minute für Tom Naylor eingewechselt. Am 6. August 2016 wurde Choudhury ein weiteres Mal an Burton Albion ausgeliehen, diesmal für die gesamte Saison 2016/17. Am selben Tag spielte Choudhury in Burton Albions erstem Football-League-Championship-Spiel und bereitete einen Treffer bei einer 3:4-Niederlage gegen Nottingham Forest vor.
Am 19. September 2017 debütierte Choudhury für Leicester City, als er in der 82. Minute eines League-Cup-Spiels gegen den FC Liverpool eingewechselt wurde. Am 28. November 2017 gab Choudhury sein Premier-League-Debüt für Leicester, als in der 83. Minute eines Heimsiegs gegen die Tottenham Hotspur ins Spiel kam. Sein erster Startelfeinsatz in der Premier League erfolgte am 14. April 2018, bei einer 1:2-Auswärtsniederlage gegen den FC Burnley. Sein erstes Tor für den Verein erzielte er am 1. Januar 2020 bei einem 3:0-Auswärtssieg gegen Newcastle United.
Im August 2022 wurde der 24-Jährige für die Saison 2022/23 an den Premier-League-Absteiger FC Watford ausgeliehen.
Nach der Rückkehr nach Leicester und dem Aufstieg in die Premier League wurde er im Januar 2025 an Sheffield United verliehen.

## Nationalmannschaft
Er gewann mit der U-21 Nationalmannschaft Englands das Turnier von Toulon 2018. Am 18. Dezember 2024 verkündete er für die Bangladeschische Fußballnationalmannschaft spielen zu wollen.

## Persönliches
Seine Mutter kommt aus Bangladesch und sein Vater aus Grenada. Er wuchs in der Region West Midlands auf.